# آلن تامپسون (بازیکن فوتبال، زاده ۱۹۷۳)
آلن تامپسون (به انگلیسی: Alan Thompson) زادهٔ ۲۲ دسامبر ۱۹۷۳ بازیکن فوتبال اهل انگلستان بود که سابقهٔ بازی در تیم ملی فوتبال انگلستان را در کارنامهٔ خود دارد. وی در تاریخ ۳۱ مارس ۲۰۰۴ تنها بازی ملی خود را در مقابل تیم ملی فوتبال سوئد انجام داد.